# 탈상: 노무현을 위한 레퀴엠
《탈상: 노무현을 위한 레퀴엠》은 대한민국의 제16대 대통령인 노무현 전 대통령의 서거 3주기를 기념하며 2012년 9월에 발매된 추모 앨범이다.
타이틀인 ‘탈상’은 고인이 죽은 뒤 1년(12개월) 또는 3년간 제사를 지내다가 더 이상 상중임을 나타내지 않는 의미의 ‘탈상(脫喪)’과 동음이의로, 여기서는 ‘상처 상(傷)’자를 사용하여 ‘상처를 벗는다’라는 뜻이다. 이 앨범에는 가수 신해철, 조관우, 장필순, 시민 오케스트라 등이 참여하여 노무현 전 대통령이 즐겨 불렀거나 과거 히트곡 등이 편곡한 버전으로 수록됐다. 수록곡 중 〈상록수〉의 경우에는 노 전 대통령의 육성도 수록되었다. DVD에는 2012년 9월 1일 봉하마을에서 열린 〈봉하음악회〉 하이라이트, 음악인들의 레퀴엠 녹음현장, 노 전 대통령에게 보내는 영상 등이 담겼다.
초기 한정반에는 100여페이지 분량의 스토리 북이 포함되어 있는데, 전곡 가사집과 곡 해설, 노 전 대통령과 음악인들의 사진, 앨범 제작진과 시민 후원단 2300명의 이름과 직접 쓴 메시지, 대통령 연보 등이 실려있다.

## 수록곡
| #   | 제목                                                                                   | 작사   | 작곡   | 아티스트                           | 재생 시간 |
| --- | -------------------------------------------------------------------------------------- | ------ | ------ | ---------------------------------- | --------- |
| 1.  | 〈사람 사는 세상〉 (원곡: 어머니, 작자 미상)                                           |        |        | 강은일                             |           |
| 2.  | 〈상록수〉                                                                             | 김민기 | 김민기 | 노무현, 노래를 찾는 사람들, 장필순 |           |
| 3.  | 〈인간적인, 너무나 인간적인〉                                                          |        | 윤일상 | 이은미                             |           |
| 4.  | 〈Goodbye Mr.Trouble〉                                                                 | 신해철 | 신해철 | 신해철                             |           |
| 5.  | 〈작은 연인들〉                                                                        | 김옥균 | 김희갑 | 조관우                             |           |
| 6.  | 〈노랑 바람개비의 노래〉                                                               |        |        | 왕기석                             |           |
| 7.  | 〈부산갈매기〉                                                                         | 김중순 | 김중순 | 갤럭시 익스프레스                  |           |
| 8.  | 〈345 pm〉                                                                             |        | 강승원 | 정인                               |           |
| 9.  | 〈그런 사람 또 없습니다〉                                                              | 강은경 | 조영수 | 장필순                             |           |
| 10. | 〈임을 위한 행진곡〉                                                                   | 백기완 | 김종률 | 안치환과 자유                      |           |
| 11. | 〈시민레퀴엠 1악장 - 얼어붙은 봄〉                                                     | 문희   | 송시현 |                                    |           |
| 12. | 〈시민레퀴엠 2악장 - 삶과 죽음이 한 조각이라〉 (보컬: 이종한)                          | 문희   | 송시현 |                                    |           |
| 13. | 〈시민레퀴엠 3악장 - 어둠이 내리고서야 별이 보이네〉 (보컬: Sus4)                      | 문희   | 송시현 |                                    |           |
| 14. | 〈시민레퀴엠 4악장 - 당신은 내가 살았던 가장 따뜻했던 계절입니다〉 (보컬: 루이스 초이) | 문희   | 송시현 |                                    |           |
| 15. | 〈시민레퀴엠 5악장 - 촛불의 노래〉 (보컬: 체리쉬 R. 마닝앗, 루이스 초이, Sus4)         | 문희   | 송시현 |                                    |           |

| #  | 제목            | 작사 | 작곡   | 재생 시간 |
| -- | --------------- | ---- | ------ | --------- |
| 1. | 〈메이킹 영상〉 | 문희 | 송시현 |           |